# Chocolat (chanson de Lartiste)
Pour les articles homonymes, voir Chocolat (homonymie).
Singles de Lartiste
Bye Bye Baby
(2016) Pardonner
(2017)
Chocolat est un single musical du rappeur Lartiste feat. Awa Imani extrait de l'album Clandestino sorti en 2016. La chanson connaît un important succès en France et reste classée pendant 66 semaines. Par ailleurs, le titre est certifié disque de diamant en France.

## Genèse
C'est après un débat sur les réseaux sociaux que Lartiste décide de composer Chocolat comme un hymne à la fumée et la femme noire afin de dénoncer le racisme.

## Classements
| Classement (2017)                              | Meilleure position |
| ---------------------------------------------- | ------------------ |
| Belgique (Flandre Ultratip Bubbling Under 100) | 11                 |
| Belgique (Wallonie Ultratop 50 Singles)        | 12                 |
| France (SNEP)                                  | 3                  |
| Suisse (Schweizer Hitparade)                   | 75                 |

## Certifications
| Région | Certification | Ventes/Streams |
| --- | ------------- | -------------- |
| Belgique (BEA) | Or            | 10 000*        |
| France (SNEP) | Diamant       | 35 000 000‡    |
| *Ventes selon la certification ^Mise en rayon selon la certification xNon précisé par la certification ‡ventes/streaming selon la certification |               |                |